# Flamingos, Michoacán de Ocampo
Flamingos är en ort i Mexiko.   Den ligger i kommunen Sahuayo och delstaten Michoacán de Ocampo, i den centrala delen av landet, 400 km väster om huvudstaden Mexico City. Flamingos ligger 1 527 meter över havet och antalet invånare är 107.
Terrängen runt Flamingos är varierad. Runt Flamingos är det ganska tätbefolkat, med 60 invånare per kvadratkilometer. Närmaste större samhälle är Sahuayo de Morelos, 3,8 km väster om Flamingos. Omgivningarna runt Flamingos är en mosaik av jordbruksmark och naturlig växtlighet.